# Vikeså
Vikeså ist eine Ortschaft in der norwegischen Kommune Bjerkreim in der Provinz (Fylke) Rogaland. Der Ort stellt das Verwaltungszentrum von Bjerkreim dar und hat 1040 Einwohner (Stand: 1. Januar 2024).

## Geografie
Vikeså ist ein sogenannter Tettsted, also eine Ansiedlung, die für statistische Zwecke als eine Ortschaft gewertet wird. Tettstednummer ist die 4561. Der Ort liegt am Nordufer des Sees Svelavatnet. In Vikeså mündet der aus dem Norden kommende Fluss Storå in den See.

## Wirtschaft und Infrastruktur

### Verkehr
Durch die Ortschaft führt die Europastraße 39 (E39). Die Straße führt entlang der norwegischen Süd- und Westküste. Bei Vikeså zweigt der Fylkesvei 503 in den Osten ab, des Weiteren wird die E39 vom Fylkesvei 4310 gekreuzt.

### Wirtschaft
In Vikeså werden unter anderem Ventilationsanlagen produziert und es gibt eine Molkerei. Zudem spielt die Holzverarbeitung eine Rolle.